# La pulpera de Santa Lucía
La pulpera de Santa Lucía es un vals cuya letra pertenece a Héctor Pedro Blomberg en tanto que la música es de Enrique Maciel, que fue estrenado en Radio Prieto en 1928 por Ignacio Corsini y grabado por el mismo el 22 de abril de 1929 acompañado por las guitarras de Rosendo Pesoa, Armando Pagés y Enrique Maciel. El personaje (la pulpera) de la canción es una joven que atendía en la época de Juan Manuel de Rosas el establecimiento que dio el nombre a la obra y existen algunas versiones en el sentido que la obra está inspirada en un personaje real. 

## Autores
Héctor Pedro Blomberg (Buenos Aires, Argentina, 18 de marzo de 1889-3 de abril de 1955) fue un poeta, guionista, comediógrafo y periodista, autor de las letras de obras muy difundidas  entre los que se destaca La pulpera de Santa Lucía, que cantara su amigo Ignacio Corsini. En 1912 publicó su primer libro de poemas La canción lejana. A fines de la década de 1920 comienza a desarrollar una poesía y narrativa popular, vinculada al radioteatro, el sainete y el tango. Escribió obras en las que mezclaba realidad y ficción, ambientadas en las luchas políticas del siglo XIX entre unitarios y federales.

## Historia del sencillo

### La Parroquia de Santa Lucía
Por la época donde se ubica la canción, la Iglesia católica utilizaba la parroquia como división territorial y esa misma división era usada, al igual que en otras partes, como división a los fines civiles.
La parroquia de Santa Lucía, ubicada en la Avenida Montes de Oca al 550, es una iglesia católica cuyo nombre completo es Parroquia y Santuario Santa Lucía y está en el barrio de Barracas de la ciudad de Buenos Aires, a metros del actual cruce de las avenidas Montes de Oca (llamada inicialmente Santa Lucía y luego calle Larga) y la avenida Martín García. En 1783 se levantó en el lugar un oratorio dedicado a venerar a Santa Lucía de Siracusa, patrona de la vista, según la tradición católica. Cien años más tarde, la Iglesia argentina compró el terreno y construyó el edificio actual, que se inauguró en 1887.
Desde la época de Juan Manuel de Rosas hasta fines del siglo XIX el barrio de Barracas al Norte (separado de Barracas al Sud por el Riachuelo) era el lugar de residencia de las familias más acaudaladas de la ciudad. El Palacio Díaz Vélez, que fuera propiedad del estanciero Eustoquio Díaz Vélez (hijo), ubicado en la antigua Calle Larga de Barracas actualmente llamada Avenida Montes de Oca N° 110, es el más importante ejemplo de estas mansiones y sus importantes parques, aún en pie. Los Balcarce, Montes de Oca y Álzaga también fueron vecinos de la aristocracia barrial. Durante esta época la zona cobró mucha importancia y en el barrio se realizaron para 1833 corridas de toros en homenaje al gobernador Rosas.
Entre las décadas de 1820 y 1840, en sus cercanías había una pulpería donde concurrían carreros, cuarteadores, copleros y otros habitantes de aquella zona que por entonces se encontraba  a mitad de camino entre la pampa y la ciudad.

### La pulpera de Santa Lucía
La difusión de los versos del poeta Héctor Pedro Blomberg incentivó las versiones acerca de una mujer real como inspiradora de los versos
Hay una leyenda  sobre una joven que atendía el local; la más difundida de las distintas versiones que circulan habla de una joven llamada Dionisia Miranda, hija del dueño de la pulpería,  a quien algunos conocían como “la rubia de la zona del saladero”, que junto con su madre quedó a cargo del negocio cuando su padre  murió en una de las luchas políticas de la época.
Otras versiones hablan de una mujer de nombre Dionisia  Valderrama o Flora Valderrama, también rubia y de ojos celestes que, por su devoción por Santa Lucía frecuentaba la parroquia dada, y una más dice que el nombre del personaje en cuestión era Ramona Bustos.
El periodista León Bouché, en su libro Pulperías, mojón civilizador da una extensa versión basada en tradiciones orales que difiere de las anteriores. Afirma que Flora Balderrama servía en la casa de Bustos, un unitario  exsecretario de Rivadavia que cuando debió huir a Montevideo le dejó el dinero suficiente para que Flora pudiera en 1836 instalar la pulpería. La ayudaba  Ramona Bustos, la hija del expatrón, la “rubia del saladero”, que despertó el amor un tal Miranda, un unitario, mozo poeta y guitarrero, asiduo visitante de la pulpería, una noche de abril de 1840 huyeron juntos rumbo a la Banda Oriental.

### Letra y dedicación
Según la letra, Las dos primeras líneas del estribillo son citas de lo que le cantaba (a la pulpera) “el payador mazorquero” (rosista):
"Con el alma te quiero, pulpera,
y algún día tendrás que ser mía"
y cuando se fue con “un payador de (Juan) Lavalle” (uno de los jefes unitarios opositores al gobierno de Rosas), el primer payador lamenta en el segundo estribillo, "en el patio vacío":
"¿Dónde estás con tus ojos celestes,
oh pulpera que no fuiste mía?"
El dolor de los parroquianos por esa partida es el sonido de llanto de “las guitarras de Santa Lucía” donde “el payador mazorquero” (rosista) iba a dejar “la doliente y postrera serenata que llevábase el viento del río” cercano  (Riachuelo, 18 cuadras de la parroquia en Barracas de hoy).
Cabe aclarar que “los trompas de Rosas” eran aquellos soldados que con sus clarines transmitían órdenes en medio de los combates.
El motivo de los "ojos celestes" de la pulpera, corresponde probablemente a Santa Lucía de Siracusa, la patrona de la vista.

### El trasfondo histórico: años 1840
Esto ocurre “cuando el año 40 moría”, o sea en pleno desarrollo de la campaña de la Coalición del Norte (liderada por Lavalle) contra los federales de Juan Manuel de Rosas y Manuel Oribe.
Durante 1840, Lavalle acampó cerca de la capital, pero cuando se dio cuenta de que Rosas, el gobernador de Buenos Aires, tenía superioridad en cuanto a él, se retiró a Santa Fé y de allá a Córdoba, y “cuando el año 40 moría” - luego de su derrota en la Batalla de Quebracho Herrado, se retiró hacia el norte de país.

## Repercusión del sencillo y grabaciones
En un reportaje de 1948 Enrique Maciel cuenta que al ser estrenado el vals en una radio, el público reclamaba por teléfono, por correspondencia y hasta personalmente su repetición. Se vendieron quinientas mil partituras y ciento cincuenta y siete mil discos, todo lo cual le significó cobrar por derechos de autor, la por entonces fabulosa suma de veinte mil pesos. No había cantante ni muchacho con sueños de serlo, ni habitante de cualquier sexo y edad, que dejara de cantar o silbar la pieza. 
Entre los artistas que grabaron posteriormente esta obra pueden citarse a Luis Aguilé, Soledad Bravo, Andrés Calamaro, Alberto Castillo, Ginamaría Hidalgo, Santiago Chalar y su cuarteto, Hugo Díaz, Los Indios Tacunau, Jairo, Nelly Omar, Los Tucu-Tucu, Enzo Valentino con orquesta, Palito Ortega, Antonio Tormo, Soledad Villamil y la cantante Silvana Gregori (2008) con guitarra y bandoneón, entre muchos más.